# Witchfynde
A Witchfynde angol heavy metal együttes. 1974-ben alakultak Derbyshire városában. A zenekar egyike a NWOBHM (a brit heavy metal új hulláma) mozgalom képviselőinek.

## Tagok
- Luther Beltz - ének (1983–1986, 1999, 2008–)
- Montalo (Trevor Taylor) - gitár (1973–1984, 1999–)
- Ian Hamilton - basszusgitár (2018-)
- Gra Scoresby - dob, ütős hangszerek (1973–1984, 1999–)
- Tracey Abbott - gitár (2014–)

Korábbi tagok
- Steve Bridges (ének)
- Andro Coulton (basszusgitár)
- Alan Edwards ("Edd Wolfe") (basszusgitár)
- Dave Lindley (dob)
- Ron Reynolds (gitár)
- Dave Hewitt (basszusgitár, ének)
- Neil Harvey (ének)
- Richard Blower (basszusgitár)
- Tez Brown (dob)
- Harry Harrison (ének)
- Pete Surgey (basszusgitár)

## Diszkográfia
- Give 'Em Hell (1980)
- Stagefright (1980)
- Cloak and Dagger (1983)
- Lords of Sin (1984)
- The Witching Hour (2001)
- Play It to Death (2008)

## Egyéb kiadványok
Koncert albumok
- Royal William Live Sacrifice (2011)

Válogatáslemezek
- The Best of Witchfynde (1996)
- The Lost Tapes of 1975 (2013)

Kislemezek
- "Give 'Em Hell" / "Gettin' Heavy" 7" (1979)
- "In the Stars" / "Wake Up Screaming" 7" (1980)
- "I'd Rather Go Wild" / "Cry Wolf" 7" (1983)
- Anthems 12" (1984)
- "Conspiracy" / "Scarlet Lady" 7" (1984)

Wytchfynde néven
- Demo 2000
- The Awakening LP (2001)